# Itagi (kommun)
Itagi är en kommun i Brasilien.   Den ligger i delstaten Bahia, i den östra delen av landet, 900 km öster om huvudstaden Brasília. Antalet invånare är 13 053.
Följande samhällen finns i Itagi:
- Itagi

I omgivningarna runt Itagi växer i huvudsak städsegrön lövskog. Runt Itagi är det ganska glesbefolkat, med 21 invånare per kvadratkilometer.